# Tjärby naturreservat
Tjärby är ett naturreservat vid Tjärby i Tjärby socken i Laholms kommun i Halland. Det består av ett 60 hektar stort flygsandfält och är skyddat sedan 1973.
Sandfältet har en spännande historia som går tillbaka ända till bronsåldern. Resultatet av sandflykten, böndernas gissel in på 1800-talet, kan studeras i detta reservat. Större delen består av höga tallskogsklädda sanddyner.  Tallarna planterades i början av 1900-talet.